# Gabriele Cunningham
Gabriele „Gabbi“ Cunningham (* 22. Februar 1998 in Charlotte) ist eine US-amerikanische Hürdenläuferin, die sich auf die 100-Meter-Distanz spezialisiert hat.

## Sportliche Laufbahn
Cunningham stammt aus dem US-Bundesstaat North Carolina und besuchte ab 2016 die North Carolina State University in Raleigh. 2017 gewann sie bei den U20-Panamerikameisterschaften in Trujillo in 23,60 s die Bronzemedaille im 200-Meter-Lauf und mit der US-amerikanischen 4-mal-100-Meter-Staffel siegte sie in 44,07 s. 2021 wurde sie bei den US-Trials für die Olympischen Sommerspiele in Tokio in 12,53 s ursprünglich Vierte und verpasste so die Teilnahme an den Spielen. Jedoch wurde bis zu den Spielen ihre Landsfrau Brianna McNeal wegen eines Dopingverstoßes gesperrt und so rückte Cunningham doch noch in den Olympiakader auf. In Tokio gelangte sie bis ins Finale und klassierte sich dort mit 13,01 s auf dem siebten Platz. Im Jahr darauf gelangte sie bei den Hallenweltmeisterschaften in Belgrad bis ins Finale über 60 m Hürden und gewann dort in 7,87 s die Bronzemedaille hinter der Französin Cyréna Samba-Mayela und Devynne Charlton von den Bahamas.
In den Jahren 2020 und 2022 wurde Cunningham US-amerikanische Hallenmeisterin im 60-Meter-Hürdenlauf.

## Persönliche Bestleistungen
- 100 Meter: 11,21 s (+1,8 m/s), 21. Juni 2018 in Des Moines
  - 60 Meter (Halle): 7,23 s, 25. Januar 2019 in Lubbock
- 200 Meter: 23,04 s (+0,4 m/s), 12. Mai 2018 in Coral Gables
- 100 m Hürden: 12,53 s (+0,8 m/s), 20. Juni 2021 in Eugene
  - 60 m Hürden: 7,82 s, 27. Februar 2022 in Spokane